# يان شابيرو
يان شابيرو (بالإنجليزية: Ian Shapiro)‏ هو أستاذ جامعي جنوب أفريقي، ولد في 29 سبتمبر 1956 في جوهانسبرغ في جنوب أفريقيا.